# Bristol (Connecticut)
Bristol é uma cidade localizada no estado americano de Connecticut, no Condado de Hartford.

## Demografia
Segundo o censo americano de 2020, a sua população era de 60 833 habitantes, um aumento de 0,6% em comparação a 2010.

## Geografia
De acordo com o United States Census Bureau tem uma área de 
69,6 km², dos quais 68,7 km² cobertos por terra e 0,9 km² cobertos por água. Bristol localiza-se a aproximadamente 84 m acima do nível do mar.

## Localidades na vizinhança
O diagrama seguinte representa as localidades num raio de 16 km ao redor de Bristol. 